# Имангулово (Туймазинский район)
Имангу́лово, Имангу́л (баш. Иманғол) — деревня в Туймазинском районе Башкортостана, входит в состав Верхнебишиндинского сельсовета. 
С 2005 современный статус. 

## История
Название происходит от личного имени Иманғол (русск. Имангул).
Статус деревня, сельского населённого пункта, посёлок получил согласно Закону Республики Башкортостан от 20 июля 2005 года N 211-з «О внесении изменений в административно-территориальное устройство Республики Башкортостан в связи с образованием, объединением, упразднением и изменением статуса населенных пунктов, переносом административных центров», ст.1:

6. Изменить статус следующих населенных пунктов, установив тип поселения - деревня:
1) в Туймазинском  районе:… 

д) поселка Имангулово Верхнебишиндинского сельсовета

## Население
| 2002 | 2009 | 2010 |
| ---- | ---- | ---- |
| 110  | ↗127 | ↗133 |

Национальный состав
Согласно переписи 2002 года, преобладающие национальности — башкиры (54 %), татары (41 %).

## Географическое положение
Расстояние до:
- районного центра (Туймазы): 24 км,
- центра сельсовета (Верхние Бишинды): 7 км,
- ближайшей ж/д станции (Туймазы): 24 км.

## Известные уроженцы
- Фаррахов, Юсуп Тимербаевич (20 апреля 1935 — 31 января 2001) — лесник, лауреат Государственной премии СССР (1983)[6][7].